# Difenoxin
Difenoxin, summaformel C28H28N2O2, är ett opioidläkemedel som används, ofta i kombination med atropin, för att behandla diarré. Det är den huvudsakliga metaboliten hos difenoxylat. Ämnet patenterades 1970 av Janssen Pharmaceutica. Det godkändes först i USA 1978 och 1980 i det tidigare Västtyskland.
Difenoxin korsar blod-hjärnbarriären och medför viss eufori. Det säljs ofta med eller ges med atropin för att minska risken för missbruk och överdosering.

## Tillgängliga former
De missbruksavskräckande effekterna av atropin när de används som avskräckningsmedel är rimligt effektiva för att minska kombinationens potential för fritidsbruk. Den kombinerar mekanismerna för naloxon och paracetamol (de två vanligaste missbruksavskräckande medlen) genom att öka sannolikheten för att överdosen resulterar i skadliga och/eller dödliga följder (liksom paracetamol), förutom att pålitligt medföra obehagliga biverkningar som "förstör" opioideuforin och avskräcker missbrukare från att överdosera igen efter deras första erfarenhet (liksom naloxon). Detta avskräcker inte användningen av enstaka doser av difenoxin för att förstärka en annan opiat, den anticholingeriska aktiviteten hos en enda tablett kommer faktiskt sannolikt att öka de behagliga effekterna av opioidanvändning på ett sätt som liknar att kombinera en eller flera opioider med orfenadrin.

## Medicinsk användning
Difenoxin har ett högt perifert/centralt åtgärdsförhållande, som främst arbetar på olika opioidreceptorer i tarmarna. Även om det kan ge betydande centrala effekter vid höga doser, försämrar doser inom det normala terapeutiska intervallet i allmänhet inte särskilt kognition eller proprioception, vilket resulterar i terapeutisk aktivitet som är ungefär lika stor som loperamid (Imodium). Ökade doser resulterar i mer framträdande centrala opioideffekter (och anticholingeriska effekter när formen också innehåller en tropan alkaloid). Det erbjuder därför begränsade fördelar jämfört med mer potenta antidiarré opioidalternativ (till exempel morfin) vid behandling av svårbehandlade fall av diarré som inte svarar på normala eller måttligt ökade difenoxindoser, och kan faktiskt vara skadligt under sådana omständigheter om formen som används också innehåller atropin eller hyoscyamin.

## Biverkningar
Vid höga doser finns det starka CNS-effekter och atropin orsakar vid så höga doser typiska antikolinerga biverkningar, såsom ångest, dysfori och delirium. Överdriven användning eller överdosering orsakar förstoppning och kan främja utvecklingen av megakolon samt klassiska symtom på överdosering som potentiellt dödlig andningsdepression. På 1990-talet var dess användning hos barn begränsad i många länder på grund av CNS-biverkningarna, såsom anorexi, illamående och kräkningar, huvudvärk, sömnighet, förvirring, sömnlöshet, yrsel, rastlöshet, eufori och depression.

## Säkerhet
Difenoxin är narkotikaklassad och ingår i förteckningen N I i 1961 års allmänna narkotikakonvention, samt i förteckning II i Sverige.
Difenoxin i kombinationen med atropin ingår i USA i den mindre restriktiva kategorin schema IV på grund av uppblandning (praxis att göra opioider lättare tillgängliga genom att inkludera ett missbruksavskräckande förfalskningsmedel är standardpraxis i USA). Rent difenoxin, i schema I, har en kvot på 50 gram och ett ACSCN på 9168. Kombinationen av difenoxin och atropin, i schema IV, har DEA ACSCN på 9167 och att vara i schema IV tilldelas inte en aggregerad årlig tillverkningskvot.